# 佐々木克己
佐々木 克己（ささき かつみ、1955年3月26日 - ）は、日本の社会活動家、政治活動家。社会民主党神奈川県連合代表代行、NPO法人労働者運動資料室理事長、武蔵野大学外国人留学生日本語別科理系科目主任。

## 略歴
茅ヶ崎市立松林小学校香川分校、寒川町立一之宮小学校、栄光学園中学校・高等学校を経て、1978年3月に 東京大学教養学部教養学科科学史科学哲学分科卒業する。1978年4月 神奈川県立湘南高校教諭
となり、1985年4月 - 神奈川県立茅ヶ崎北陵高等学校教諭、1996年4月 - 神奈川県立寒川高等学校教諭、2003年4月 - 神奈川県立鶴嶺高等学校教諭を経験し、2006年4月 - 神奈川県高等学校教職員組合執行委員となり、2008年4月 神奈川県高等学校教職員組合書記次長、2010年4月 神奈川県高等学校教職員組合執行副委員長となる。2015年3月 教諭を 定年退職する。2015年4月 に 一般財団法人神奈川県高等学校教育会館事務局長となり、2018年4月 武蔵野大学外国人留学生日本語別科教諭。

## 活動
- 2017年10月の第48回衆議院議員総選挙にて、神奈川15区から社会民主党公認で立候補するも落選（当選者は河野太郎）[3]。
- 2020年9月、第49回衆議院議員総選挙の神奈川15区候補者に内定[4]。
- 2021年10月31日、第49回衆議院議員総選挙で落選。
- 2024年10月27日、第50回衆議院議員総選挙で神奈川15区から立候補し落選。
- 神奈川朝鮮学園を支援する会事務局長
- かながわ憲法フォーラム共同代表